# ベントン郡 (ワシントン州)
ベントン郡（英: Benton County）は、アメリカ合衆国ワシントン州の南中部に位置する郡である。人口は20万6873人（2020年）。郡庁所在地はプロッサー市であり、郡内で最大の都市はケニウィック市である。コロンビア川が郡の北、南および東の境界となっている。ベントン郡はミズーリ州選出のアメリカ合衆国上院議員トマス・ハート・ベントンに因んで名付けられた。
ベントン郡は1905年3月8日にクリッキタト郡の一部から創設された。

## 地理
アメリカ合衆国国勢調査局に拠れば、郡域全面積は1,760平方マイル (4,558.4km2)であり、このうち陸地は1,703平方マイル (4,410.7 km2)、水域は57平方マイル (147.6 km2)で水域率は3.24％である。

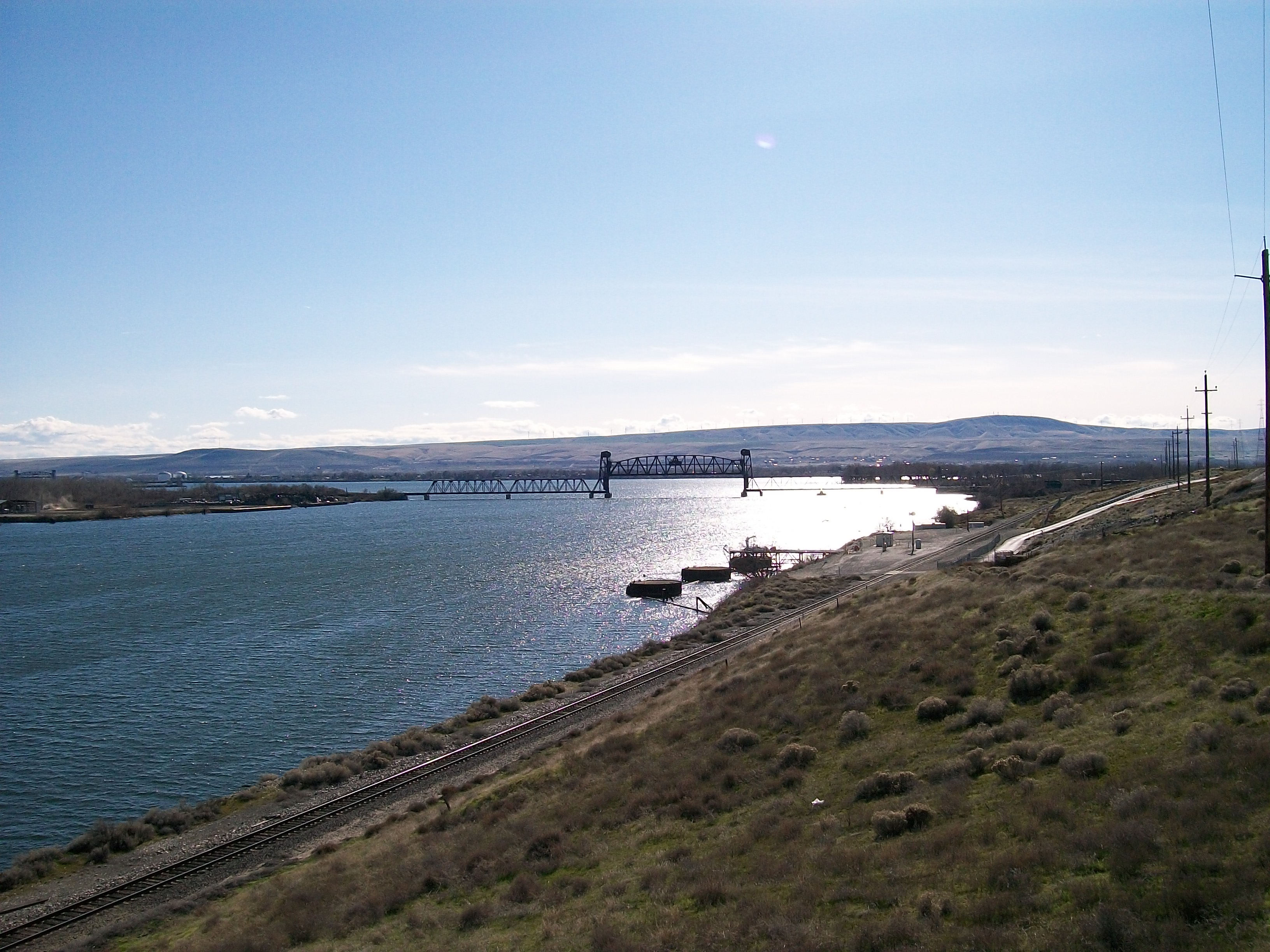
スネーク川に架かるBNSF鉄道の昇降橋

### 隣接する郡
- グラント郡 - 北
- フランクリン郡 - 北東
- ワラワラ郡 - 東
- ユマティラ郡 (オレゴン州) - 南、南東
- モロー郡 (オレゴン州) - 南、南西
- クリッキタト郡 - 西、南西
- ヤキマ郡 - 西

### 国立保護地域
- ハンフォードリーチ国立保護区（部分）
- サドル山国立野生生物保護区（部分）
- ユマティラ国立野生生物保護区（部分）

## ワイナリー
ベントン郡のあるワシントン州の南中部は白人のアメリカ人が最初に入植して以来、主に農業の中心として知られてきた。ワイン製造業が興隆し、過去20年間で農業と観光業に大きな影響を与え、この地域の評判を多くの面で作り変えてきた。地域内にある著名なワイナリーと試飲室は以下の通りだが、この他にも多くのワイナリーが存在している。

### トリシティズの試飲室
- バッジャー山ブドウ園[4]、ケニウィック市
- バーナード・グリフィン・ワイナリー[5]、リッチランド市
- ブックウォルター・ワイナリー[6]、リッチランド市
- グース・リッジ・ビニヤーズ[7]、リッチランド市
- パワーズ・ワイナリー[8]、ケニウィック市
- タガリス・ワイナリー・アンド・タベルナ[9]、リッチランド市

### レッド山などベントンシティの試飲室
- バックマスター・セラーズ[10]、ベントンシティ市、以下同じ
- ヘッジズ・セラーズ[11]
- キオーナ・ビニヤーズ・ワイナリー[12]
- オークウッド・セラーズ[13]
- テラ・ブランカ[14]
- セス・ライアン・ワイナリー[15]
- タプテイル・ビニヤーソ・ワイナリー[16]
- キャノン・デ・ソル
- チャンドラー・ランチ・ビニヤーズ・エステート・ワイナリー
- サンドヒル・ワイナリー

### プロッサーなどの試飲室
- アレクサンドリア・ノコル・セラーズ[17] 、プロッサー市
- C・R・サンディッジ・ワインズ[18]、ワイナリーはシェラン市に、試飲室はプロッサー市にある
- シャトー・シャンポー[19]、プロッサー市
- チヌーック・ワインズ[20]、プロッサー市
- コロンビア・クレスト・ワイナリー[21]、パターソン
- コーワン・ビニヤーズ[22]、プロッサー市
- コヨーテ・キャニオン・ワイナリー[23]、プロッサー市
- デザート・ウィンド・ビニヤード[24]、プロッサー市
- イートン・ヒル・ワイナリー
- フォックス・エステート・ワイナリー[25]、マタワ市
- フレンチマン・ヒルズ・ビニヤード
- ヒンザーリング・ワイナリー・アンド・ビントナーズ・イン[26]、プロッサー市
- ホーグ・セラーズ・ワイナリー[27]、プロッサー市
- ケストレル・ワイナリー[28]、プロッサー市
- スリーピング・ドッグ・ワインズ[29]、ベントンシティ市
- スナイプス・ギャップ・ビニヤーズSnipes Gap Vineyards、プロッサー市
- スノカルミー・ビニヤーズ[30]、プロッサー市
- サーストン・ウルフ・ワイナリー、プロッサー市

## 特徴的な地形
- コロンビア川
- ヤキマ川

## 見どころ
- ハンフォード・サイト、核開発施設
- トヨタ・センター、多目的競技場
- コロンビア・センターモール、ショッピングセンター
- コロンビア公園、ケニウィック市

## 主要高規格道路
- 州間高速道路82号線
- 州間高速道路182号線
- アメリカ国道12号線
- アメリカ国道395号線
- ワシントン州道14号線
- ワシントン州道240号線

## 人口動態
以下は2000年国勢調査による人口統計データである。
| 基礎データ - 人口: 142,475人 - 世帯数: 52,866 世帯 - 家族数: 38,063 家族 - 人口密度: 32人/km2（84人/mi2） - 住居数: 55,963軒 - 住居密度: 13軒/km2（33/mi2） 人種別人口構成 - 白人: 86.25% - アフリカン・アメリカン: 0.93%% - ネイティブ・アメリカン: 0.82% - アジア人: 2.20% - 太平洋諸島系: 0.11% - その他の人種: 7.01% - 混血: 2.69% - ヒスパニック・ラテン系: 12.50% 先祖による構成 - ドイツ系：18.1％ - イギリス系：11.0％ - アメリカ人：9.1％ - アイルランド系：8.4％ 第一言語による構成 - 英語：86.4 - スペイン語：10.3％ 年齢別人口構成 - 18歳未満: 29.7% - 18-24歳: 8.6% - 25-44歳: 28.5% - 45-64歳: 22.9% - 65歳以上: 10.3% - 年齢の中央値: 34歳 - 性比（女性100人あたり男性の人口） - 総人口: 98.7 - 18歳以上: 96.3 | 世帯と家族（対世帯数） - 18歳未満の子供がいる: 38.2% - 結婚・同居している夫婦: 57.6% - 未婚・離婚・死別女性が世帯主: 10.2% - 非家族世帯: 28.0% - 単身世帯: 23.2% - 65歳以上の老人1人暮らし: 7.7% - 平均構成人数 - 世帯: 2.68人 - 家族: 3.17人 収入と家計 - 収入の中央値 - 世帯: 47,044米ドル - 家族: 54,146米ドル - 性別 - 男性: 45,556米ドル - 女性: 27,232米ドル - 人口1人あたり収入: 21,301米ドル - 貧困線以下 - 対人口: 10.3% - 対家族数: 7.8% - 18歳未満: 14.3% - 65歳以上: 6.9% |

## 都市と町

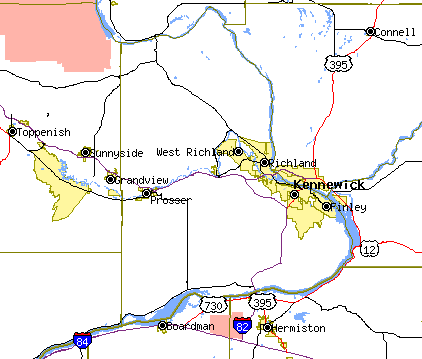
ベントン郡 地図

- ケニウィック
- リッチランド
- ウェストリッチランド
- ベントンシティ
- フィンリー
- プロッサー （郡庁所在地）
- ハイランド

## その他の町
- キオーナ
- パターソン
- プリマス
- ウィットストラン

## ゴーストタウン
- ハンフォード
- ホワイトブラフス